# Лисовой, Александр Иванович (военнослужащий)
Алекса́ндр Ива́нович Лисово́й (20 ноября 1966, Кривой Рог, Днепропетровская область — 4 января 1987, Пули-Хумри, Баглан) — советский военнослужащий, сержант, участник Афганской войны.

## Биография
Родился 20 ноября 1966 года в городе Кривой Рог в рабочей семье.
В 1983 году окончил криворожскую школу № 24. В 1986 году окончил Криворожский техникум горного транспорта, получив специальность водителя. Работал в автомобильном цехе Центрального ГОКа.
12 апреля 1986 года Долгинцевским районным военным комиссариатом Кривого Рога призван сержантом на службу в Вооружённые силы СССР. В августе 1986 года, после трёхмесячной подготовки, был направлен в Афганистан. Служил в разведке в уезде Пули-Хумри провинции Баглан, через месяц был назначен командиром отделения, заместителем командира разведывательного взвода 395-го мотострелкового полка, в/ч № 24785.
Более 70 раз принимал участие в боевых рейдах, в ходе которых проявил себя опытным разведчиком, смелым, решительным и самоотверженным воином, имел боевое ранение.
Погиб от осколков мины 4 января 1987 года в ходе боевой операции в ущелье Пашан в составе дежурной смены сторожевого поста, защитив собой жизни 12 солдат своего взвода. Похоронен в Кривом Роге на Центральном кладбище.

## Награды
- дважды Орден Красной Звезды (второй — посмертно).

## Память
- Именем названа улица в Кривом Роге[3];
- Имя на памятнике воинам-интернационалистам в Кривом Роге;
- Памятная доска на фасаде дома № 10 по улице Лисового в Кривом Роге[4][5];
- Имя на памятнике воинам-интернационалистам Днепропетровщины, погибшим в Афганистане.